# Eliteserien i bandy 2011/2012
Det 95:e norska mästerskapet i bandy vanns av Stabæk IF efter finalseger 6-4 mot Solberg SK den 10 mars 2012 på Stabekkbanen.

## Genomförande

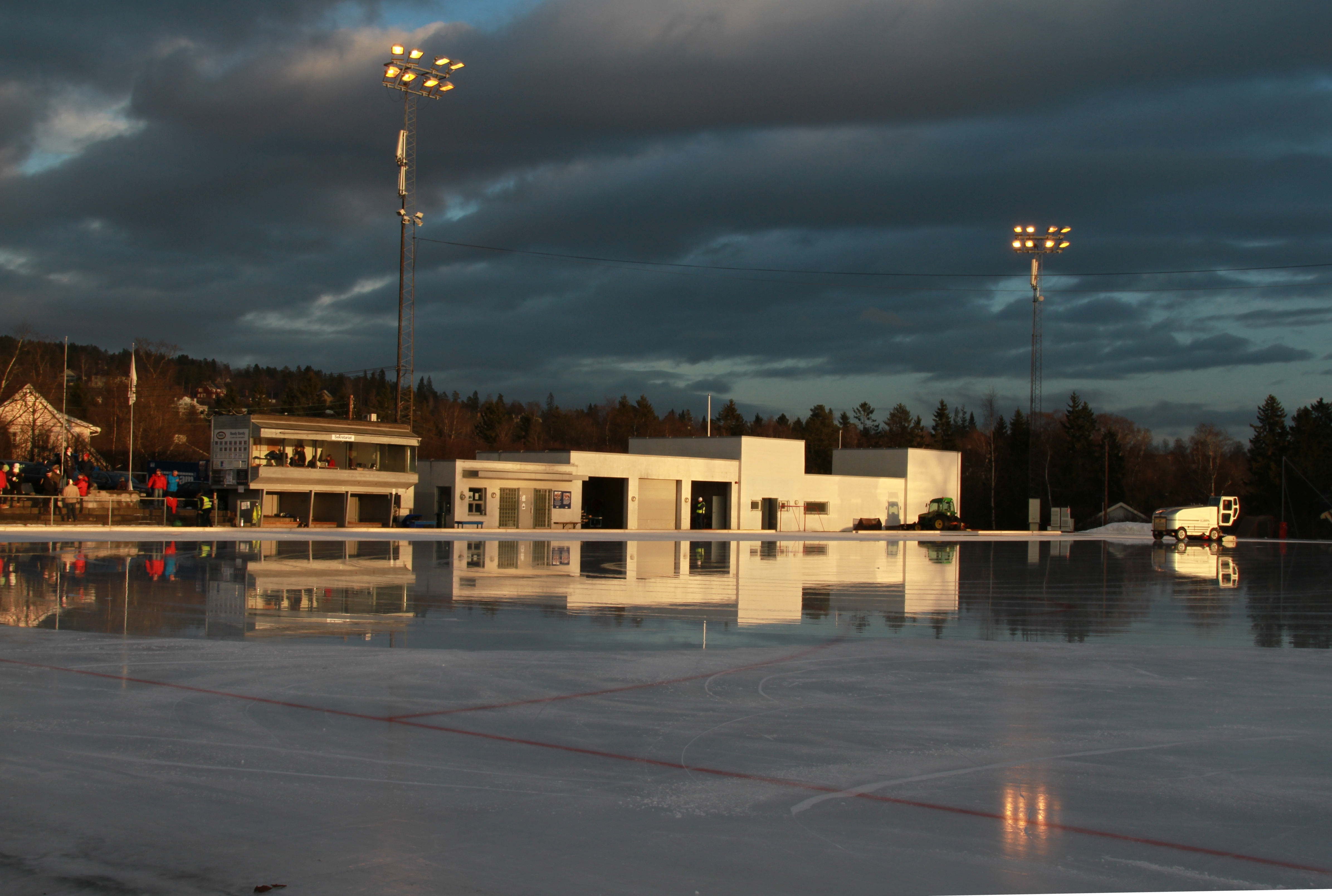
Gressbanen, där IF Ready spelade sina hemmamatcher.

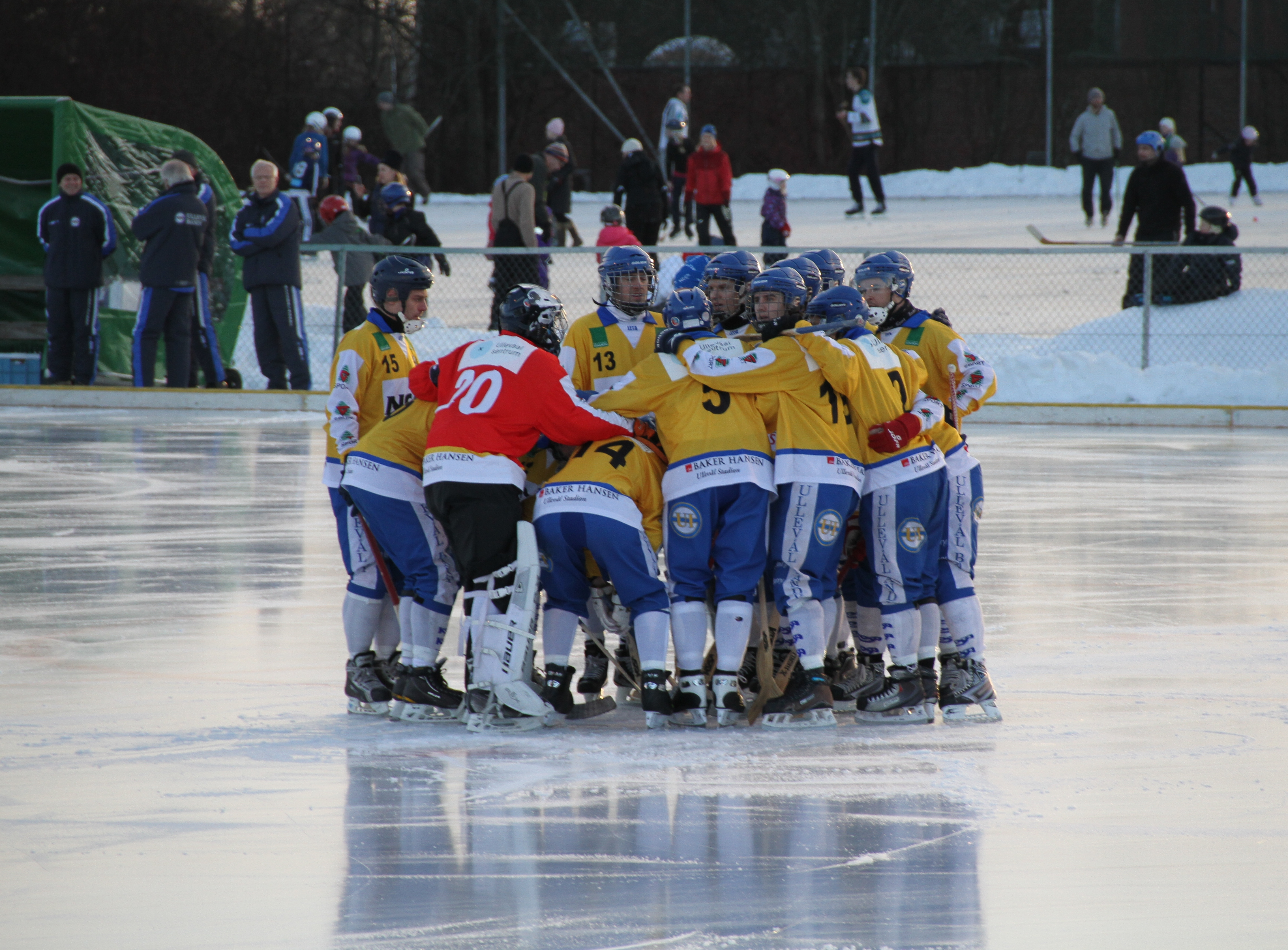
Ullevål gör sig redo för match mot IF Ready, 26 december 2011.

Grundserie och slutspel avgjordes under perioden 13 november 2011 - 10 mars 2012. Först genomfördes seriespel med åtta lag, där alla mötte alla hemma och borta. Dessutom spelades fyra bonusomgångar, där mötena bestämdes efter tabellpositionen vid tidigare bestämda tidpunkter på säsongen. Efter seriespelet var det slutspel som gällde, där de två främst placerade lagen gick direkt till semifinal, medan övriga fyra först fick spela kvartsfinaler. De två sämst placerade lagen tvingades spela kval mot de två bästa i Norges andradivision, för att säkra platsen i Eliteserien 2012/13.
Norska mästerskapet avgjordes i ett enkelmöte på Stabekkbanen i Bærum den 10 mars 2012.
Simon Stavis, Solberg blev målkung i Eliteserien med 30 mål. Christer Lystad, Sarpsborg utsågs av klubbarna till "årets spelare".

## Seriematcherna
| 13 november 2011 Drammen Bandy 6 - 5 Sarpsborg (Marienlyst) Stabæk 11 - 4 Høvik (Stabekkbanen) Ullevål 3 - 4 Ready (Bergbanen) 23 november 2011 Solberg 10 - 4 Mjøndalen (Vassenga) 16 november 2011 Høvik 7 - 6 Ullevål (Hauger is) Mjøndalen 3 - 4 Drammen Bandy (Vassenga) Ready 5 - 3 Solberg (Gressbanen) Sarpsborg 4 - 4 Stabæk (Sarpsborg is) 18 november 2011 Drammen Bandy 1 - 4 Ready (Marienlyst) 20 november 2011 Sarpsborg 3 - 4 Mjøndalen (Sarpsborg) Solberg 6 - 5 Høvik (Vassenga) Stabæk 7 - 5 Ullevål (Stabekkbanen) 27 november 2011 Høvik 6 - 4 Drammen Bandy (Hauger is) Mjøndalen 3 - 10 Stabæk (Vassenga) Ready 9 - 5 Sarpsborg (Gressbanen) Ullevål 0 - 5 Solberg (Bergbanen) 30 november 2011 Drammen Bandy 2 - 3 Ullevål (Marienlyst) Stabæk 7 - 3 Solberg (Stabekkbanen) 5 december 2011 Mjøndalen 5 - 3 Ready (Vassenga) 15 januari 2012 Sarpsborg 7 - 6 Høvik (Sarpsborg is) 7 december 2011 Høvik 4 - 5 Mjøndalen (Hauger is) Solberg 7 - 5 Drammen Bandy (Vassenga) Stabæk 6 - 3 Ready (Stabekkbanen) Ullevål 6 - 2 Sarpsborg (Bergbanen) | 9 december 2011 Mjøndalen 6 - 5 Ullevål (Vassenga) 11 december 2011 Drammen Bandy 7 - 8 Stabæk (Marienlyst) Ready 5 - 1 Høvik (Gressbanen) Sarpsborg 5 - 4 Solberg (Sarpsborg is) 14 december 2011 Drammen Bandy 6 - 5 Sarpsborg (Marienlyst) Høvik 5 - 8 Ullevål (Ullernbanen) Solberg 5 - 5 Mjøndalen (Vassenga) Stabæk 8 - 1 Ready (Stabekkbanen) 21 december 2011 Mjøndalen 3 - 10 Stabæk (Vassenga) Ready 1 - 3 Solberg (Gressbanen) Sarpsborg 12 - 7 Høvik (Sarpsborg is) Ullevål 8 - 5 Drammen Bandy (Bergbanen) 26 december 2011 Høvik 2 - 13 Stabæk (Høvikbanen) Mjøndalen 3 - 6 Solberg (Vassenga) Ready 5 - 2 Ullevål (Gressbanen) Sarpsborg 6 - 5 Drammen Bandy (Sarpsborg is) 29 december 2011 Drammen Bandy 6 - 6 Mjøndalen (Marienlyst) Solberg 7 - 5 Ready (Vassenga) Stabæk 4 - 6 Sarpsborg (Stabekk is) Ullevål 9 - 6 Høvik (Bergbanen) 4 januari 2012 Høvik 4 - 9 Solberg (Høvikbanen) Mjøndalen 9 - 5 Sarpsborg (Vassenga) Ready 5 - 2 Drammen Bandy (Gressbanen kunst) Ullevål 4 - 2 Stabæk (Bergbanen kunstis) | 11 januari 2012 Drammen Bandy 7 - 8 Høvik (Marienlyst) Sarpsborg 4 - 6 Ready (Sarpsborg) Solberg 6 - 5 Ullevål (Solbergbanen) Stabæk 10 - 2 Mjøndalen (Stabekkbanen) 9 december 2011 Høvik 8 - 5 Sarpsborg (Snarøyabanen) 15 januari 2012 Ready 8 - 2 Mjøndalen (Gressbanen) Solberg 4 - 4 Stabæk (Solbergbanen) Ullevål 9 - 2 Drammen Bandy (Bergbanen) 18 januari 2012 Drammen Bandy 6 - 7 Solberg (Marienlyst) Mjøndalen 5 - 12 Høvik (Vassenga) Ready 2 - 7 Stabæk (Gressbanen) Sarpsborg 5 - 4 Ullevål (Sarpsborg is) 22 januari 2012 Høvik 2 - 2 Ready (Høvikbanen) Solberg 5 - 9 Sarpsborg (Solbergbanen) Stabæk 8 - 0 Drammen Bandy (Stabekkbanen) Ullevål 6 - 3 Mjøndalen (Bergbanen) 10 februari 2012 Mjøndalen 7 - 1 Drammen Bandy (Vassenga) Ready 1 - 4 Ullevål (Gressbanen) Sarpsborg 3 - 6 Høvik (Sarpsborg is) Stabæk 5 - 9 Solberg (Stabekkbanen) 12 februari 2012 Drammen Bandy 2 - 8 Sarpsborg (Marienlyst) Høvik 10 - 6 Mjøndalen (Høvikbanen) Solberg 2 - 5 Ready (Solbergbanen) Ullevål 3 - 8 Stabæk (Bergbanen) |

## Tabell
|   |  |               | Spelade | Vinster | Oavgjorda | Förluster | +   | −   | Poäng |
| - |  | ------------- | ------- | ------- | --------- | --------- | --- | --- | ----- |
| 1 |  | Stabæk        | 18      | 13      | 2         | 3         | 132 | 65  | 28    |
| 2 |  | Solberg       | 18      | 11      | 2         | 5         | 101 | 83  | 24    |
| 3 |  | Ready         | 18      | 10      | 1         | 7         | 74  | 67  | 21    |
| 4 |  | Ullevål       | 18      | 9       | 1         | 8         | 90  | 81  | 19    |
| 5 |  | Sarpsborg     | 18      | 8       | 1         | 9         | 99  | 101 | 17    |
| 6 |  | Høvik         | 18      | 7       | 1         | 10        | 103 | 123 | 13    |
| 7 |  | Mjøndalen     | 18      | 5       | 3         | 10        | 81  | 118 | 13    |
| 8 |  | Drammen Bandy | 18      | 3       | 1         | 14        | 71  | 113 | 7     |

## Kvartsfinaler
| Ready | 3 - 4                                    | Høvik | (Gressbanen, 18 februari 2012) |
|       |                                          |       |                                |
| Høvik | 3 - 4                                    | Ready | (Høvikbanen, 20 februari 2012) |
|       |                                          |       |                                |
| Ready | 4 - 4 (efter förlängning)                | Høvik | (Gressbanen, 22 februari 2012) |
|       | Høvik vann straffslagstävlingen med 3-1. |       |                                |

| Ullevål   | 7 - 6 (efter förlängning) | Sarpsborg | (Bergbanen, 18 februari 2012)    |
|           |                           |           |                                  |
| Sarpsborg | 7 - 3                     | Ullevål   | (Sarpsborg is, 20 februari 2012) |
|           |                           |           |                                  |
| Ullevål   | 3 - 4 (efter förlängning) | Sarpsborg | (Bergbanen, 22 februari 2012)    |

## Semifinaler
| Stabæk | 10 - 8 | Høvik  | (Stabekkbanen, 25 februari 2012) |
|        |        |        |                                  |
| Høvik  | 4 - 7  | Stabæk | (Høvikbanen, 27 februari 2012)   |
|        |        |        |                                  |
| Stabæk | 11 - 2 | Høvik  | (Stabekkbanen, 29 februari 2012) |

| Solberg   | 4 - 6  | Sarpsborg | (Vassenga, 25 februari 2012)     |
|           |        |           |                                  |
| Sarpsborg | 10 - 5 | Solberg   | (Sarpsborg is, 27 februari 2012) |
|           |        |           |                                  |
| Solberg   | 6 - 5  | Sarpsborg | (Vassenga, 29 februari 2012)     |
|           |        |           |                                  |
| Sarpsborg | 3 - 4  | Solberg   | (Sarpsborg is, 2 mars 2012)      |
|           |        |           |                                  |
| Solberg   | 8 - 6  | Sarpsborg | (Vassenga, 4 mars 2012)          |

## Final
Solberg SK - Stabæk IF 4 - 6 (1-2)
Lördag 10 mars 2012, Stabekkbanen, Bærum, 1 025 åskådare.
Målskyttar:
- 1-0 Simon Stavis (straff) (2 min)
- 1-1 Magnus Høgevold (18 min)
- 1-2 Knut Holmen-Jensen (35 min)
- 1-3 Petter Løyning (47 min)
- 2-3 Petter Moen (54 min)
- 3-3 Simon Stavis (65 min)
- 3-4 Nikolai Rustad Jensen (77 min)
- 3-5 Christian Waaler (86 min)
- 3-6 Magnus Høgevold (88 min)
- 4-6 Lars Fredrik Olsen (89 min)

Huvuddomare: Rohit Saggi, Strømsgodset. Linjedomare: Fredrik Bjørseth, Hauger och Anders Bergstrøm, Strømsgodset.
Norska mästarna
- Lars Johanson
- Petter Løyning
- Henrik Vangdal
- Knut Holmen-Jensen
- Ole Gullbekk
- Magnus Høgevold
- Carl Causevic
- Mikkel Ulleberg
- Didrik Krogh
- Christian Waaler
- Jan Olav Løyning
- Christian Randsborg
- Simen Holmen-Jensen
- Andreas Killingstad
- Stian Holmen-Jensen
- Nikolai Jensen
- Frederik Sletta
- Jørgen Akern

## Kval til Eliteserien 2012/2013
Omgång 1

25 februari 2012 Drammen Bandy 9 - 2 Snarøya (Marienlyst)

2 mars 2012 Mjøndalen 9 - 0 Nordre Sande (Vassenga)

Omgång 2

28 februari 2012 Nordre Sande 1 - 8 Drammen Bandy (Marienlyst)

28 februari 2012 Snarøya 3 - 9 Mjøndalen (Snarøyabanen)

|   |  |               | S | V | U | T | +  | −  | P |
| - |  | ------------- | - | - | - | - | -- | -- | - |
| 1 |  | Mjøndalen     | 2 | 2 | 0 | 0 | 18 | 3  | 4 |
| 2 |  | Drammen Bandy | 2 | 2 | 0 | 0 | 17 | 3  | 4 |
| 3 |  | Snarøya       | 2 | 0 | 0 | 2 | 5  | 18 | 0 |
| 4 |  | Nordre Sande  | 2 | 0 | 0 | 2 | 1  | 17 | 0 |

Tredje omgången ströks, då den ändå inte skulle påverkat tabellen. Mjøndalen och Drammen räddade därmed kontraktet. Snarøya och Nordre Sande fick stanna kvar i 1. divisjon.

### Fotnoter
1. ↑  ”Arkiverade kopian”. Arkiverad från originalet den 14 oktober 2013. https://web.archive.org/web/20131014175635/http://www.bandyforbundet.no/bandy/diverse/bonus10.pdf#. Läst 29 april 2012.